# Spoorlijn Eilsleben - Helmstedt
De spoorlijn Eilsleben - Helmstedt is een Duitse spoorlijn en is als lijn 6400 onder beheer van DB Netze. Het gedeelte tussen Helmstedt en de deelstaatgrens was tijden de Duitse deling als lijn 1944 onder beheer van DB Netze.

## Geschiedenis
Het traject werd door de Braunschweiger Eisenbahngesellschaft geopend op 15 september 1872.
Bij de Duitse hereniging op 9 oktober 1990 werd de Duits-Duitse grens bij Helmstedt tussen de Bondsrepubliek en de DDR opgeheven. Sindsdien is het de grens tussen de deelstaten Nedersaksen en Saksen-Anhalt. In de trein bleef door verschillende spoorstaven deze overgang nog lang merkbaar.

## Treindiensten
De Deutsche Bahn verzorgt het personenvervoer op dit traject met IC- en RB-treinen.
| Serie | Treinsoort                     | Route | Bijzonderheden |
| ----- | ------------------------------ | --- | --- |
| IC 55 | Intercity (DB Fernverkehr)     | Dresden Hbf – Riesa – Leipzig Hbf – Flughafen Leipzig/Halle – Halle (Saale) Hbf – Magdeburg Hbf – Braunschweig Hbf – Hannover Hbf – Bielefeld Hbf – Hamm (Westf) – Dortmund Hbf – [ Hagen Hbf – Wuppertal Hbf – Solingen Hbf – Köln Hbf ] / [ Bochum Hbf – Essen Hbf – Mülheim (Ruhr) Hbf – Duisburg Hbf – Düsseldorf Hbf – Köln Hbf – Bonn Hbf – Koblenz Hbf – Mainz Hbf – Mannheim Hbf – Heidelberg Hbf – Stuttgart Hbf – Ulm Hbf – Memmingen – Kempten (Allgäu) Hbf – Immenstadt – Oberstdorf ] | 1x per dag Leipzig - Oberstdorf via Duisburg en Düsseldorf. |
| IC 56 | Intercity (DB Fernverkehr)     | [ [ Norddeich Mole ] / [ Emden Außenhafen ] – Emden Hbf – Leer (Ostfriesl) – Oldenburg (Oldb) Hbf – Bremen Hbf – Hannover Hbf – Braunschweig Hbf ] / [ Warnemünde – Rostock Hbf – Bützow – Bad Kleinen – Schwerin Hbf – Ludwigslust – Wittenberge – Stendal Hbf ] – Magdeburg Hbf – [ Halle (Saale) Hbf – Leipzig Hbf ] / [ Brandenburg Hbf – Potsdam Hbf – Berlin Hbf – Berlin Ostbahnhof – Cottbus ]                                                                                             | Eén trein per dag vanaf Magdeburg Hbf naar Cottbus. Eén trein per dag vanaf Warnemünde. Tussen Norddeich Mole en Bremen Hbf worden ook plaatsbewijzen van het regionale verkeer geaccepteerd. |
| RB 40 | Regionalbahn (DB Regio Südost) | Braunschweig Hbf – Helmstedt – Eilsleben – Magdeburg Hbf – Burg – Genthin | Enkele treinen van/naar Genthin; Helmstedt - Burg 1x per twee uur in het weekend. |

## Aansluitingen
In de volgende plaatsen is of was er een aansluiting op de volgende spoorlijnen:
Eilsleben
DB 6110, spoorlijn tussen Potsdam en Eilsleben
DB 6861, spoorlijn tussen Blumenberg en Eilsleben
DB 6874, spoorlijn tussen Eilsleben en Schöningen
DB 6891 spoorlijn tussen Haldensleben en Eisleben
Marienborn
lijn tussen Marienborn en Beendorf
Helmstedt
DB 1900, spoorlijn tussen Braunschweig en Helmstedt
DB 1940, spoorlijn tussen Helmstedt en Holzminden
DB 1945, spoorlijn tussen Helmstedt en Oebisfelde

## Elektrificatie
Het traject werd in 1993 geëlektrificeerd met een wisselspanning van 15.000 volt 16⅔ Hz.